# الکساندر فن در بلن
اَلِکسانْدِرْ فَنْ دِرْ بِلِنْ (به آلمانی: [alɛˈksandɐ fan deːɐ̯ ˈbɛlən]؛ زادهٔ ۱۸ ژانویهٔ ۱۹۴۴) سیاست‌مدار، اقتصاددان، استاد بازنشستهٔ دانشگاه و رئیس‌جمهور فعلی اتریش است. او پیشتر به عنوان استاد اقتصاد در دانشگاه وین و پس از پیوستن به سیاست، به عنوان سخنگوی حزب سبز اتریش مشغول به کار شد.

## زندگی شخصی
الکساندر فن در بلن در روز ۱۸ ژانویه سال ۱۹۴۴ در وین به دنیا آمد. فن در بلن دو بار ازدواج کرده‌است و اکنون با همسر دوم خود که پس از سال‌ها رابطه در سال ۲۰۱۵ با وی ازدواج کرد زندگی می‌کند. او دو پسر بزرگسال از ازدواج اول خود دارد.
وی خود را یک پیرو سکولار مضامین اخلاقی عهد جدید می‌خواند.

## زندگی سیاسی
الکساندر فن در بلن از سال ۱۹۹۷ تا سال ۲۰۰۸ رهبری حزب سبز اتریش را برعهده داشت. وی در ماه مه سال ۲۰۱۶ و در پی یک انتخابات جنجالی و فشرده که نزدیک به یک سال به طول انجامید با شکست نوربرت هوفر نامزد حزب راستگرای پوپولیست آزادی اتریش به عنوان رئیس‌جمهور این کشور انتخاب شد. از الکساندر فن در بلن به عنوان نخستین رئیس‌جمهور سبز جهان که با رای مستقیم مردم انتخاب شده‌است نام برده شده‌است.

### انتخابات ریاست جمهوری سال ۲۰۱۶
نوشتار اصلی: انتخابات ریاست‌جمهوری اتریش (۲۰۱۶)
در سال ۲۰۱۶ فن در بلن به عنوان نامزد مستقل انتخابات ریاست جمهوری اتریش و با حمایت حزب سبز اتریش به رقابت با دیگر نامزدان پرداخت. این انتخابات که عملاً در چهار مرحله برگزار شد و یک سال به طول انجامید، طولانی‌ترین روند انتخابات در تاریخ جمهوری دوم اتریش بوده‌است.

### دیدگاه‌های سیاسی
الکساندر فن در بلن از رویکردهای سیاسی سبز و سوسیال لیبرال پشتیبانی می‌کند. بر پایهٔ کتابی که وی در سال ۲۰۱۵ منتشر ساخت، او از اتحادیهٔ اروپا و نیز فدرال‌سازی اروپا حمایت می‌کند.